# Фрейтас, Элси де
Элси Гоуларт де Фрейтас (порт.-браз. Elcy Goulart de Freitas; 5 декабря 1938, Ресифи — 15 декабря 2010, Араруама, Рио-де-Жанейро) — бразильский футболист, нападающий.

## Карьера
Элси родился в семье Антонио Родригеса де Ф. Фильо и Нанси Гоуларт де Фрейтас. Он начал свою карьеру в 1958 году в клубе «Спорт Ресифи». 9 сентября 1958 года он забил первый мяч в составе команды, поразив ворота сборной города Арковерди. В том же году футболист выиграл свой первый титул чемпиона штата Пернамбуку. 29 июля 1959 года Элси забил первый гол за «Спорт» в официальном матче, в котором команда победила со счётом 6:1 «Ибис». В 1961 и 1962 годах нападающий выиграл ещё два чемпионата штата. 12 октября 1962 года Элси забил свой последний мяч за клуб, поразив ворота «Сеары» (2:0) в розыгрыше Чаши Бразилии.
В 1963 году Элси стал игроком «Палмейраса». 17 марта он дебютировал за клуб в матче с «Флуминенсе» на турнире Рио-Сан-Паулу. 9 октября того же года футболист провёл последний матч за клуб против «Комерсиала» (0:0) в чемпионате штата Сан-Паулу. В этой игре он был удалён. На этом турнире Элси сыграл три матча. По его итогам «Палмейрас» стал сильнейшей командой штата. Всего за клуб нападающий сыграл 10 матчей. В 1964 году Элси перешёл в команду «Наутико», как часть сделки по трансферу Риналдо в «Палмейрас». Там он выступал на протяжении пяти лет. И все эти годы в составе клуба он выигрывал чемпионат штата. По другим данным футболист играл за команду только до 1965 года. Голов за «Наутико» Элси не забивал.
В 1967 году Элси переехал жить в город Араруама. Там он прожил всю оставшуюся жизнь. В последние годы Элси болел. У него было крайнее истощение организма, связанное с опухолью в позвоночнике. Элси умер в декабре 2010 года. В 2024 году улицу Руа ди Тенентис в районе Итатикуара переименовали в Руа Тененти Элси Гоуларт де Фрейтас.

## Международная статистика
| Матчи Элси за сборную Бразилии | Матчи Элси за сборную Бразилии | Матчи Элси за сборную Бразилии | Матчи Элси за сборную Бразилии | Матчи Элси за сборную Бразилии | Матчи Элси за сборную Бразилии | Матчи Элси за сборную Бразилии |
| ------------------------------ | ------------------------------ | ------------------------------ | ------------------------------ | ------------------------------ | ------------------------------ | ------------------------------ |
| №                              | Дата                           | Место проведения               | Оппонент                       | Счёт                           | Голы                           | Турнир                         |
| 1                              | 12 декабря 1959                | Гуаякиль                       | Уругвай                        | 0:3                            | —                              | Чемпионат Южной Америки        |

## Достижения
- Чемпион штата Пернамбуку: 1958, 1961, 1962, 1964, 1965
- Чемпион штата Сан-Паулу: 1963

## Личная жизнь
Элси был женат на Марсии Диас де Фрейтас. У них было двое детей — Элси Гоуларт де Фрейтас Фильо и Марсио Диас де Фрейтас.